# برهنه نشسته (۱۹۱۷)
برهنه نِشَسته (به انگلیسی: Seated Nude) یک نقاشی رنگ روغن اثر آمادئو مودیلیانی است. این نقاشی در حدود سال ۱۹۱۷ میلادی کشیده شد و هم‌اکنون در موزه سلطنتی هنرهای زیبای آنتورپ قرار دارد.